# Ultimul act

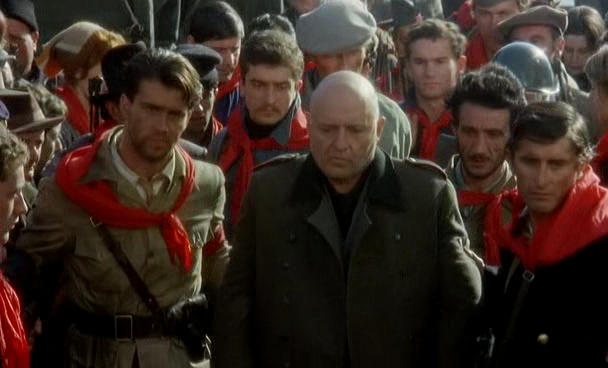
Rod Steiger într-o scenă din film

Ultimul act (titlul original: în italiană Mussolini ultimo atto) este un film dramatic-biografic italian, ce prezintă ultimele patru zile ale Ducelui, realizat în 1974 de regizorul Carlo Lizzani, protagoniști fiind actorii Rod Steiger, Lisa Gastoni, Franco Nero și Henry Fonda. 

## Rezumat
În 1945, Republica Salò și-a văzut ultimele ore. Mussolini, care se afla la Milano sub protecția germană, a refuzat să se predea susținătorilor CLN Alta Italia, așa cum ia oferit cardinalul Schuster, așa că decide să fugă în Elveția însoțit de amanta Clara Petacci și de cadrele sale fasciste, în speranța de a se preda trupelor aliate și de a scăpa de posibila răzbunare a partizanilor.
Grupul călătorește escortat de soldați Wehrmacht și SS. Pe parcursul călătoriei, coloana este interceptată de un grup de partizani care, în urma acordurilor semnate între autoritățile germane și rezistență, îi lasă pe nemți să treacă cu condiția să predea cadrele fasciste italiene.
Pentru a se putea salva, Ducele se deghizează în soldat german și se amestecă cu soldații din camion dar, la un al doilea bloc de control, în Dongo, pe Lacul Como, este demascat și reținut să aștepte o decizie cu privire la soarta lui.
În cele din urmă, Comitetul de Eliberare Națională l-a însărcinat pe colonelul Walter Audisio (Valerio) să-l execute. În dimineața zilei de 28 aprilie 1945, Ducele a fost dus la Giulino di Mezzegra unde a fost împușcat împreună cu Claretta Petacci.

## Distribuție
- Rod Steiger – Benito Mussolini
- Lisa Gastoni – Claretta Petacci
- Franco Nero – Walter Audisio (Valerio)
- Henry Fonda – cardinalul Alfredo Ildefonso Schuster
- Marvin Drake – Don Giuseppe Bicchierai
- Lino Capolicchio – Pier Luigi Bellini delle Stelle (Pedro)
- Massimo Sarchielli – Alessandro Pavolini
- Andrea Aureli – Francesco Maria Barracu
- Rodolfo Dal Pra – Rodolfo Graziani
- Giacomo Rossi Stuart – căpitanul Jack Donati
- Giuseppe Addobbati – Raffaele Cadorna
- Umberto Raho – Guido Leto
- Bruno Corazzari – locotenentul Fritz Birzer
- Manfred Freyberger – capitano Otto Kisnat
- Franco Balducci – Francesco Colombo
- Franco Mazzieri – Guido Buffarini Guidi
- Bill Vanders – locotenentul Hans Fallmeyer
- Marco Guglielmi – comandantul Idreno Utimperghe
- Romano Ghini – naratorul